# Sofja Kjoler
Sofja Vasiljevna Kjoler (gift Putilova/Putilina) (russisk: Софья Васильевна Кёлер, tr. Sofja Vasiljevna Kjoler; pseudonym: russisk: Евгений Лунский, tr. Jevgenij Lunskij; født 17. april 1829 i Sankt Petersborg, død 1907 eller senere) var en russisk forfatter.

## Biografi
Kjoler blev født i Sankt Petersborg som datter af af bibliotekaren ved Eremitagens bibliotek. Hendes bedstefar var arkæologen og numismatikeren Jegor Egrovitj Kjoler, der oprindeligt var fra Sachsen.
Kjoler fik hjemmeundervisning og udgav i 1852 bogen Исторические повести для детей (tr. Istoritjeskije povesti dlja detej; dansk: Historiske fortællinger for børn). Bogen indeholder historier såsom Леди Рутвен (tr. Ledi Rutven; dansk: Lady Rurthven), Поэт шестнадцатого века (tr. Poet sjesthadtsatogo veka; dansk: Poeten fra det 16. århundrede) og Звезда Антверпена (tr. Svesda Antverpena; dansk: Stjernen fra Antwerpen). Karaktererne i bogen er berømte historiske personligheder såsom Shakespeare, Antoon van Dyck og Strauss. Samme år skrev hun børneromanen Александр Сергеевич Пушкин (tr. Aleksandr Sergejevitj Pusjkin; dansk: Aleksandr Sergejevitj Pusjkin), som var en af de første fiktionsværker om Pusjkin. Bogen slap dog ikke igennem censuren, da romanen indeholdt kapitler om Pusjkins eksil og død, men Kjoler fortsatte alligevel med at skrive.
Efter sit bryllup i 1856 tog hun en længere pause fra forfatterskabet, men vendte tilbage i 1880'erne, hvor hun udgav tre romaner gennem magasinet Kolosja.

## Udvalgte udgivelser
- 1852: Исторические повести для детей
- 1852: Александр Сергеевич Пушкин
- 1852: Брак, каких мало (i magasinet Panteon)
- 1853: О перипетиях любви бедной, но благородной гувернантки … и сказочно богатого, но разочарованного графа
- 1853: Компаньонка
- 1886: Князь Ромодановский (i magasinet Kolosja)
- 1891: За грехи отца (i magasinet Kolosja)
- 1893: Ошибки и искупление (i magasinet Kolosja)

## Fodnoter
1. ↑  Egentlig: Historiske povester for børn